# Розенштейн, Михаил Михайлович
Михаил Михайлович Розенштейн (10 мая 1935, Горький — 20 июля 2022) — советский учёный, доктор технических наук, профессор, специалист в области проектирования и механики орудий промышленного рыболовства.

## Биография
Родился 10 мая 1935 года в Горьком, сын начальника цеха горьковского автозавода Михаила Яковлевича Розенштейна. Вскоре после его рождения семья переехала в Москву.
В 1958 году окончил Московский технический институт рыбной промышленности и хозяйства им. А. И. Микояна (затем на его базе был создан КТИРПиХ, в настоящее время — Калининградский государственный технический университет). В 1958—1961 годах младший научный сотрудник Балтийского НИИ морского рыбного хозяйства и океанографии (БалтНИРО) (ныне — ФГУП «АтлантНИРО»).
С 1961 года — инженер НИС, ассистент, доцент, в 1992—2007 зав. кафедрой промышленного рыболовства КТИРПиХ/КГТУ, с 2007 профессор кафедры.
С 1992 года — доктор технических наук, в 1993 году утверждён в звании профессора.

## Научная деятельность
Разработал методы оптимизации проектных характеристик тралов на основе математического программирования, теории проектирования.
Создал новое научное направление: автоматизация проектирования орудий промышленного рыболовства
Выступал с докладами на международных конференциях по развитию техники промышленного рыболовства в Германии (Росток), Польше (Щецин), Норвегии (Тронхейм), Японии (Нара).

### Учебные пособия
- Розенштейн М. М. Механика орудий рыболовства. Калининград: УОП КГТУ, 2000. — 363 с.
- Розенштейн М. М. Проектирование орудий рыболовства. Калининград: Издательство КГТУ, 2003. — 367 с.
- Розенштейн М. М. Проектирование орудий рыболовства. Учебник. М.: Колос, 2009. — 400 с.
- Розенштейн М. М., Недоступ А. А. Механика орудий рыболовства. М. — Моркнига. — 2011. 528 с.
- Розенштейн М. М., Недоступ А. А. Задачник по механике орудий рыболовства. М. — Моркнига. — 2011. 256 с.

### Монографии
- Фридман А. Л., Розенштейн М. М., Лукашов В. Н. Проектирование и испытание тралов. — М.: Пищевая промышленность, 1973. — 263 с.
- Розенштейн М. М. Расчёт элементов глубоководной траловой системы. — М.: Пищевая промышленность, 1976. — 189 с.

### Основные научные статьи
- Розенштейн М. М. Нагрузки, действующие на дрифтерную сеть, и её оснастка. — Рыбное хозяйство, 1960. — 24 с.
- Розенштейн М. М. Определение оптимальной скорости траления донным тралом. — Рыбное хозяйство, 1963. — № 1. — 12 с.
- Розенштейн М. М. Методика определения оптимальной скорости траления донным тралом. — Рыбное хозяйство, 1966. — № 5. — 8 с.
- Розенштейн М. М., Толмачев В. И. К расчёту наименьшей промысловой меры на рыбу. — Рыбное хозяйство, 1971. — № 1. — 5 с.
- Розенштейн М. М. Результаты испытаний конструкций глубоководных тралов. — Рыбное хозяйство, 1972. — № 9. — 5 с.
- Розенштейн М. М. Постановка задачи поиска оптимального варианта проекта трала. — Рыбное хозяйство, 1979. — № 12. — 7 с.
- Долин Г. М., Розенштейн М. М. Концепция высшего образования по направлению «Рыболовство». — Рыбное хозяйство, 1995. — № 5 . — С. 24-26.
- Розенштейн М. М., Недоступ А. А. Метод расчёта коэффициента сопротивления сетной части трала. — Рыбное хозяйство, 1997. — № 4. — С. 47-48.
- Суконнов А. В., Розенштейн М. М., Гусев А. В. Исследование коэффициента трения скольжения в трибопарах «промысловая машина — орудие рыболовства» при изменении структуры. — Рыбное хозяйство, 2008. — № 4. — С. 75-76.
- Розенштейн М. М., Жуков В. П. Экспериментальные исследования гидродинамического поля скоростей около траловых мешков. Известия ТИНРО / Сборник научных трудов. Владивосток: Издательский центр ТИНРО, 2008. — вып. 154. — С. 324—335.
- Розенштейн М. М., Суконнов А. В. Влияние угла обхвата и дуги трения на коэффициенты трения в трибопарах «элементы орудий рыболовства — фрикционные органы промысловых машин». — Рыбное хозяйство, 2009. — № 2. — С. 74-75.
- Зеленин Ф. Л., Розенштейн М. М. Зависимость запаса статической устойчивости траловых досок от их удлинения. — Рыбное хозяйство, 2008. — № 4. — С. 93—94.
- Попов С. В., Розенштейн М. М. Методика расчёта гидродинамического коэффициента сопротивления сети при её деформации. — Рыбное хозяйство, 2011. — № 5. — С. 102—104.
- Розенштейн М. М. Определение формы сети под действием течения. — Материалы Международной научно-технической конференции «Наука и образование 2011». — Мурманск, 2011. — С. 1085—1095.
- Rozenshtein M.M. Beitrag zur Methodik fur das Projektieren pelagischer Schleppnetze nach einem Prototyp. Fischerei-Forschung. Wissenschaftliche Schriftenreihe des Instituts fur Hochseefischerei und Fischverarbeitung. — Rostok, 1974. -№ 12, Heft 2. — 12 c.
- Rozenshtein M.M. Оптимизация проектных характеристик трала. Fischerei-Forschung. — Rostok, 1988. -№ 26, Heft 4. — 15 c.
- Rozenshtein M.M. Optimierte Entwuresmethoden als Instrument zur Schaffung einer neuen Generation von Fischfanggeeraten. — Rostock University International workshop Modern Engineering Methods in Fishing Research. — Rostock, 1993. — 10 с.
- Rozenstein M.M. Nedostup A.A. Investigation of hydro-mechanical characteristic of rope-and-net part of trawl // Report on international symposium on responsible fisheries and fishing tecniques. — Insko, Poland — June 16-19, 1999. p. 109—111.
- Rozenshtein M.M., Nedostup A.A., Popov S.V., Ermakova T.V. Some questions of numerical and physical modelling of fishing gears/ 12th International Congress of the International Maritime Association of the Mediterranean IMAM 2007. Maritime Industry, Ocean Engineering and Coastal Resources. 2007. London. p. 953—959.
- Rozenshtein M.M., Nedostup A.A., Ermakova T.V. Physical modelling of gill net, drift net and trawl net/ 8th International workshop — Methods for the development and evaluation of maritime technologies DEMAT 2007. 2007. Rostock. p. 89 — 100.
- Rozenshtein M.M., Nedostup A.A., Matvienko M.S. Methods of calculation of drag and disclosing of mouth mid-water trawls/ 9th International workshop — Contributions on the theory of fishing gears and related marine systems DEMAT 2009. V. 6. 2010. Japan. Nara. Kinki. p. 271—281.
- Rozenshtein M.M., Sokolov K.V. Computer-aided design of trawl systems. — World fishing, 2002. — Volume 51, Nгmber 4. — s. 34-35.
- Rozenshtein M.M., Popov S.V. Method of calculation of resistance of the deformed fishing net. — Contributions on the Theory of Fishing Gears and Related Marine Systems. — German Association for Marine Technology, 2008. — vol. 5. — s. 111—121.
- Rozenshtein M.M., Levchenko S.V. Numerical values of behavioral characteristics of the atlantics herring. Method for the development and evaluation of maritime technologies / 9th International workshop. — DEMAT-2009. — Japan. — Nava. С. 6-7.

### Список публикаций
- Розенштейн М. М. Методы оптимизации проектных характеристик орудий рыболовства / М. М. Розенштейн. — Калининград: Изд-во ФГБОУ ВПО «КГТУ», 2013. — 185 с.
- Розенштейн М. М., Савин М. В., Моисеев Д. Л. О форме канатно-сетной части разноглубинного трала/ М. М. Розенштейн, М. В. Савин, Д. Л. Моисеев // Материалы Xl Международной научной конференции "Инновации в науке, образовании и бизнесе-2013. Часть 1 — 2013. — С. 50-52.
- Розенштейн М. М. Совершенствование расчёта формы кабеля донного трала/М. М. Розенштейн// Материалы Xl Международной научной конференции «Инновации в науке, образовании и бизнесе». — 2013. Часть 1 — 2013. — С. 53-55.
- Розенштейн М. М. Постановка задачи оптимизации конструктивных характеристик канатно-сетной части трала / М. М. Розенштейн // Научный журнал «Известия КГТУ» № 33. — Калининград: Изд-во ФГБОУ ВПО «КГТУ», 2014. — С. 36 — 43.
- Розенштейн М. М., Левченко С. В., Белых А. В. Гибридная модель для прогнозирования величины улова скумбрии разноглубинным тралом в Северо-Восточной Атлантике / М. М. Розенштейн, С. В. Левченко, А. В. Белых // Научный журнал «Известия КГТУ» № 34. — Калининград: Изд-во ФГБОУ ВПО «КГТУ», 2014. — С. 81 — 88.
- Розенштейн М. М., Савин М. В. О форме канатно-сетной части разноглубинного трала / М. М. Розенштейн, М. В. Савин // Научный журнал «Известия КГТУ» № 35. — Калининград: Изд-во ФГБОУ ВПО «КГТУ», 2014. — С. 86 — 90.
- Розенштейн М. М. Алгоритм решения задачи оптимизации конструктивных характеристик тралов // Научный журнал «Известия КГТУ» № 36. — Калининград: Изд-во ФГБОУ ВПО «КГТУ», 2015. — С. 52 — 61.
- Розенштейн М. М., Пелешенко В. А. Постановка задачи расчёта движения траловой доски при изменении длины ваера / М. М. Розенштейн, В. А. Пелешенко // Тезисы доклада — Третий Балтийский форум. — Международная научная конференция «Морская техника и технологии. Безопасность морской индустрии». — Калининград: Изд-во «БГРАФ», 2015. — 2 с.
- Розенштейн М. М., Савин М. В. Расчёт раскрытия устья разноглубинного трала в форме прямоугольника. / М. М. Розенштейн, М. В. Савин // Тезисы доклада — Третий Балтийский форум. — Международная научная конференция «Морская техника и технологии . Безопасность морской индустрии». — Калининград: Изд-во «БГРАФ», 2015. — 2 с.
- Розенштейн М. М., Пелешенко В. А. Учёт взаимного влияния гидродинамических характеристик и угла атаки траловых распорных досок разноглубинного трала при расчете его балансировочного значения/М. М. Розенштейн, В. А. Пелешенко // Известия Калининградского государственного технического университета, 2016, № 41. — С. 148—156[2][3]

## Награды и звания
Заслуженный работник высшей школы РФ (2003). В 1999 г. награждён медалью ордена «За заслуги перед Отечеством» второй степени, в 2010 г. — медалью ордена «За заслуги перед Отечеством» первой степени.